# Liverpool, Illinois
Liverpool är en ort i Fulton County i delstaten Illinois, USA.